# Little Big Show
Little Big Show è stato un programma televisivo italiano di intrattenimento trasmesso in prima serata su Canale 5 con la conduzione di Gerry Scotti. Ne è stata realizzata al momento una sola edizione composta da quattro puntate trasmesse dal 13 dicembre 2016 al 15 marzo 2017.

## Il programma
Il programma è tratto dal format americano Little Big Shots della NBC condotto da Steve Harvey.
Protagonisti del varietà sono un gruppo di bambini dai 3 ai 12 anni, dotati di un talento fuori dal comune, che si esibiscono durante ciascuna puntata mostrando le loro particolari abilità, come cucinare, guidare una motocicletta o saper compiere esercizi ginnici.
I protagonisti non sono giudicati, non sono in gara tra di loro, la trasmissione non ha nessuna giuria e non ha nessun vincitore né vinto.

### Collocazione in palinsesto
Il programma è stato trasmesso, nella sua prima edizione, il martedì in prima serata, il 13 e il 20 dicembre 2016, su Canale 5. Le restanti puntate, previste inizialmente per il successivo mese di gennaio, sono poi proposte l'8 e il 15 marzo 2017, nella serata del mercoledì.

## Ascolti
| Puntata | Messa in onda    | Telespettatori | Share  | Ospiti                                                                           |
| ------- | ---------------- | -------------- | ------ | -------------------------------------------------------------------------------- |
| 1       | 13 dicembre 2016 | 4 531 000      | 19,10% | Mike Tyson, Antonino Cannavacciuolo e Valentino Rossi                            |
| 2       | 20 dicembre 2016 | 3 451 000      | 15,90% | Leonardo Bonucci, Alessandro Cecchi Paone, Christian De Sica e don Antonio Mazzi |
| 3       | 8 marzo 2017     | 2 804 000      | 12,80% | Gabriel Garko, Lou Ferrigno                                                      |
| 4       | 15 marzo 2017    | 2 702 000      | 12,20% | Gabibbo, Rudy Zerbi                                                              |
| Media   | Media            | 3 372 000      | 15%    |                                                                                  |